# Lanuéjols, Lozère
Lanuéjols este o comună în departamentul Lozère din sudul Franței. În 2009 avea o populație de 324 de locuitori.

## Evoluția populației
| An        | 1975 | 1982 | 1990 | 1999 | 2006 | 2009 |
| --------- | ---- | ---- | ---- | ---- | ---- | ---- |
| Populație | 220  | 182  | 189  | 208  | 327  | 324  |